# Epitomus infuscatus
Epitomus infuscatus là một loài tò vò trong họ Ichneumonidae.